# It's No Good
«It's No Good» — другий сингл з альбому Ultra британського гурту Depeche Mode, вихід якого відбувся 31 березня 1997 р.. Пісня It's No Good отримала активну ротацію на американських радіостанціях. Відеокліп на цю пісню також часто транслювався на MTV. Кліп It's No Good був знятий Антоном Корбейном. У відео Depeche Mode подані як низькопробна група, яка дає концерти в різних барах і пабах. Помітно, що у кліпі з'являється і сам Антон Корбейн: він упускає мікрофон, перед тим як віддати його Дейву Гаану. На пісню було також знято альтернативне відео, яке показувалося на концертах Depeche Mode в під час Exciter Tour.